# Prager Frühling (Festival)

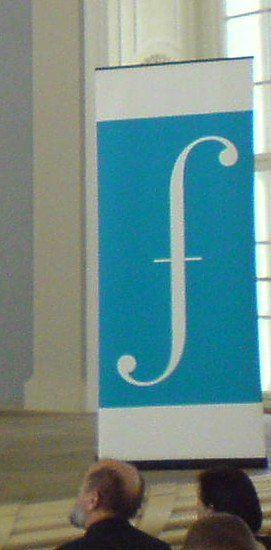
Logo

Der Prager Frühling (tschechisch Pražské jaro) ist ein mehrwöchiges Kultur- und Musikfestival mit Beteiligung international bekannter Künstler, das bereits seit 1946 in Prag stattfindet.
Es beginnt alljährlich am 12. Mai, dem Todestag des Komponisten Bedřich Smetana. Traditionell wird das Festival eröffnet mit Smetanas Zyklus Mein Vaterland (Má vlast), zu dem auch die berühmte symphonische Dichtung Die Moldau (Vltava) gehört. Den Abschluss bildet im Allgemeinen die 9. Symphonie von Ludwig van Beethoven.
Die Reformbewegung in der Tschechoslowakei im Jahr 1968 wird ebenfalls als „Prager Frühling“ bezeichnet.